# Clavulina cinerea
Clavulina cinerea (Bull.) J. Schröt., in Cohn, Krypt.-Fl. Schlesien (Breslau) 3(1): 443 (1888).
La Clavulina cinerea è un fungo appartenente alla famiglia delle Clavulinaceae.

## Descrizione della specie
Corpo fruttifero 
Alto 3-8 (10) cm, di forma coralloide, con ramificazioni che si diramano da tronco centrale poco evidente, opaco, rugoloso, di colore grigio-cenere, spesso con sfumature violacee.
 Carne 
Molle, di colore grigio-biancastro.
- Odore: di muffa o muschio bagnato.
- Sapore:dolciastro.

 Microscopia 
Sporebianche in massa, da sub-globose o ellissoidali, lisce, 7,8-10,4 × 7-7,8 µm;
Basidibisporici, a volte monosporici o tetrasporici.

## Habitat
Cresce prevalentemente sotto latifoglie, ma anche sotto conifere, in estate-autunno, gregario o solitario.

## Commestibilità
Commestibile, ma di scarso valore alimentare.

## Etimologia
Dal latino cinereus = di color cenere.

## Sinonimi e binomi obsoleti
- Clavaria cinerea Bull., Herbier de la France 8: tab. 354 (1788)
- Corallium cinereum (Bull.) Hahn, Pilzsammler: 73 (1883)
- Merisma cinereum (Bull.) Spreng., Syst. Veg., ed. 16 4(1): 497 (1827)
- Ramaria cinerea (Bull.) Gray, A Natural Arrangement of British Plants (London) 1: 655 (1821)

## Specie simili
- Clavulina cristata
- Clavulina rugosa